# System III

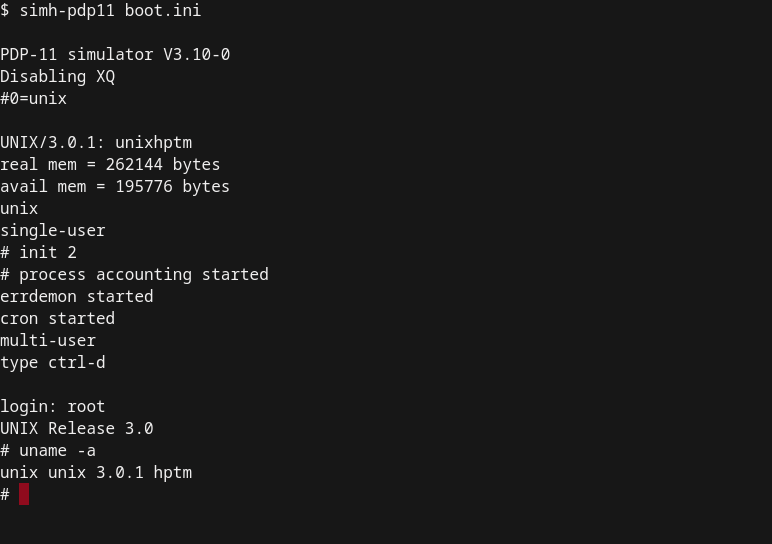

Das UNIX System III von AT&T war 1982 die erste kommerzielle Ausgabe des Unix-Betriebssystems. Es wurde von der Computer Research Group (CRG) bei AT&T entwickelt und von der Unix Systems Group (USG) betreut. UNIX System III war eine Vereinigung der früheren AT&T Unices: PWB/UNIX 2.0, CB UNIX 3.0, UNIX/TS 3.0.1 und UNIX/32V.
Bereits zwei Jahre später kam der Nachfolger, das UNIX System V, auf den Markt.

## Unterstützte Hardware
Es wurden Minirechner vom Typ DEC PDP-11 und VAX unterstützt.

## Neuerungen
Die neuen Funktionen umfassten benannte Pipes (Named Pipes), sowie den Systemaufruf und -befehl uname. Es wurden auch einige Verbesserungen zu Version 7 von außenstehenden Organisationen integriert.

## Derivate
Viele frühe Unix-Derivate (z. B. Xenix System III oder Ultrix) basieren weitgehend auf UNIX System III.
| Bezeichnung                | Anbieter                             |
| -------------------------- | ------------------------------------ |
| Ultrix                     | Digital Equipment Corporation        |
| HP-UX                      | Hewlett-Packard                      |
| IRIX                       | Silicon Graphics                     |
| VENIX                      | VenturCom                            |
| Xenix System III           | Microsoft, SCO                       |
| Sinix                      | Siemens Nixdorf                      |
| IS/3 (IBM-Variante: PC/IX) | Interactive Systems Corporation, IBM |
| PC-UX                      | NEC                                  |
| WEGA                       | EAW                                  |
| ZEUS                       | Zilog                                |